# The Gift Girl
The Gift Girl er en amerikansk stumfilm fra 1917 af Rupert Julian.

## Medvirkende
- Louise Lovely som Rokaia
- Emory Johnson som Marcel
- Rupert Julian som Malec
- Wadsworth Harris som Marquis de Tonquin
- Fred Montague som Dr. D'Eglantine